# Новокаховский завод гидротехнических металлоконструкций
Новокаховский завод гидротехнических металлоконструкций «Укргидромех» (укр. Новокаховський завод гідротехнічних металоконструкцій "Укргідромех") — промышленное предприятие в городе Новая Каховка Херсонской области Украины.

## История
Предприятие было создано в 1960 году на основании приказа министерства строительства электростанций СССР № 19-а от 2 февраля 1960 года — как полигон по производству металлоконструкций. В соответствии с приказом министерства энергетики и электрификации СССР № 16-а от 31 января 1967 года полигон был преобразован в «Новокаховский завод по производству гидротехнических металлоконструкций».
Продукция завода использовалась при сооружении электростанций СССР (Киевская ГЭС, Трипольская ГРЭС и др.) и иностранных государств (в частности, использовалась при строительстве Асуанской ГЭС).
В советское время завод входил в число ведущих предприятий города.
После провозглашения независимости Украины завод перешёл в ведение министерства энергетики Украины.
В 1994 году предприятие освоило выпуск водоочистных сеток и решёткоочистных машин для гидроэлектростанций.
В мае 1995 года Кабинет министров Украины включил завод в перечень предприятий, подлежащих приватизации в течение 1995 года, после чего государственное предприятие было преобразовано в открытое акционерное общество.
В 1990-е годы завод изготавливал оборудование для вьетнамской ГЭС Яли.
В 2003 году предприятие было сертифицировано на соответствие стандартам системы управления качеством ISO 9001:2000.
2004 год завод закончил с чистой прибылью 3,156 млн. гривен.
2005 год завод закончил с чистой прибылью 3,143 млн гривен.
Осенью 2010 года завод начал производство элементов опор линий электропередач.
2012 год завод закончил с чистой прибылью 2,464 млн гривен.
По состоянию на начало 2013 года, завод входил в число крупнейших действующих предприятий города, но во втором квартале 2013 года началось уменьшение объёмов производства.
В 2013 — начале 2014 гг. завод изготовил крупногабаритные металлоконструкции для плотины Полоцкой ГЭС (сегментные затворы, шарнирные опоры и другие детали).
В 2015 году положение завода осложнилось, было принято решение о сокращении численности работников.
В 2016 году завод начал изготовление партии гидротехнического оборудования для Рогунской ГЭС в Таджикистане.
11 июля 2022 года в 22:30 в ходе вторжения России на Украину завод подвергся массированному обстрелу, в результате чего предприятие не подлежит восстановлению.

## Современное состояние
Специализацией предприятия является производство гидромеханического оборудования для гидро-, тепло- и атомных электростанций: различные типы затворов для гидросооружений, ворота шлюзов, защитные ограждения (решётки сороудерживающие, водоочистные сетки), напорные трубопроводы, стальные облицовки, захватные балки, закладные части и др.
Кроме того, завод имеет возможность производить электрические грузоподъёмные краны, технологическое оборудование, несущие металлоконструкции промышленных зданий и сооружений, а также ёмкости, контейнеры, резервуары и иные металлоизделия.